# Kriegerdenkmal Worms-Neuhausen

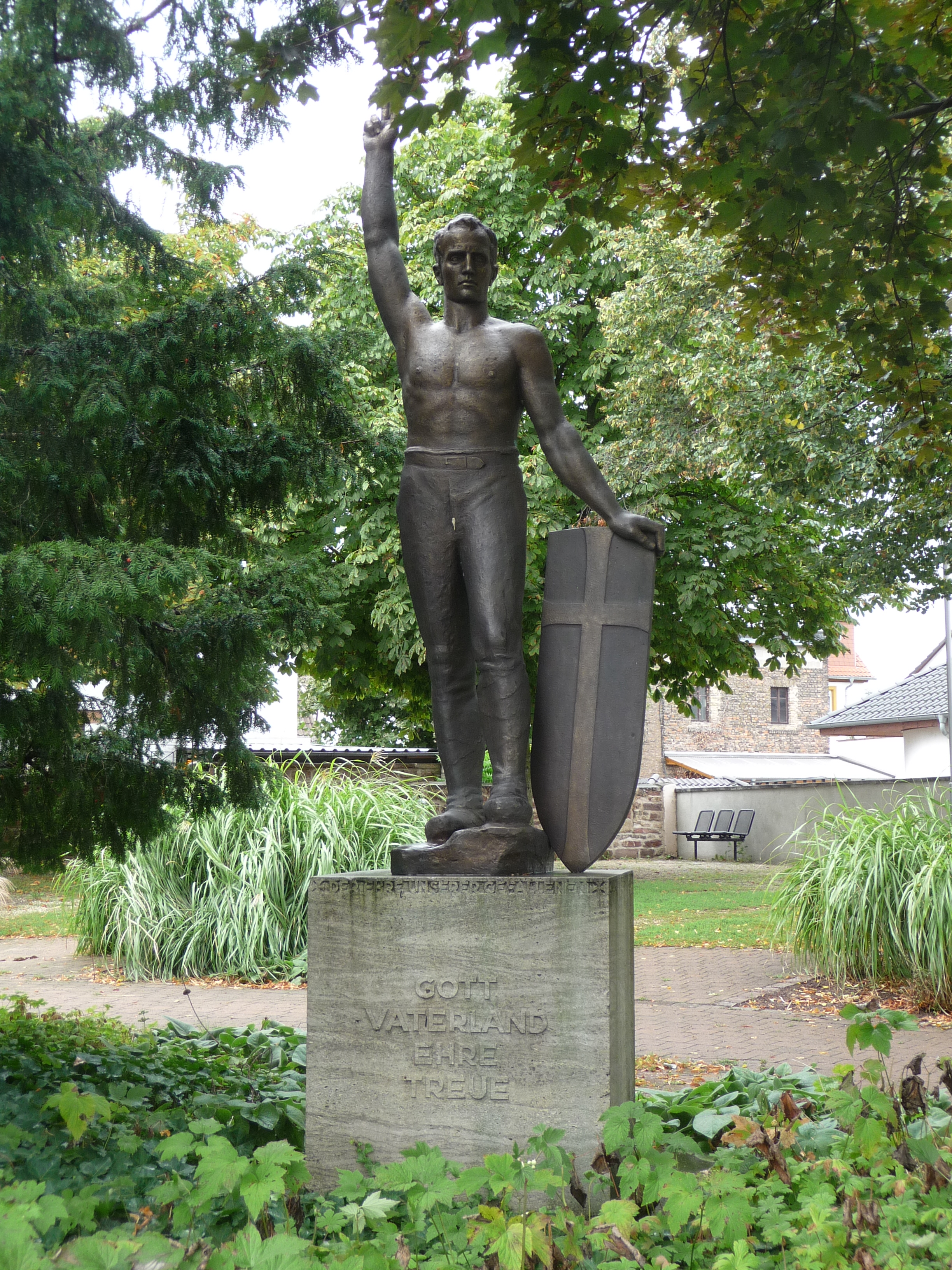
Kriegerdenkmal in Worms-Neuhausen

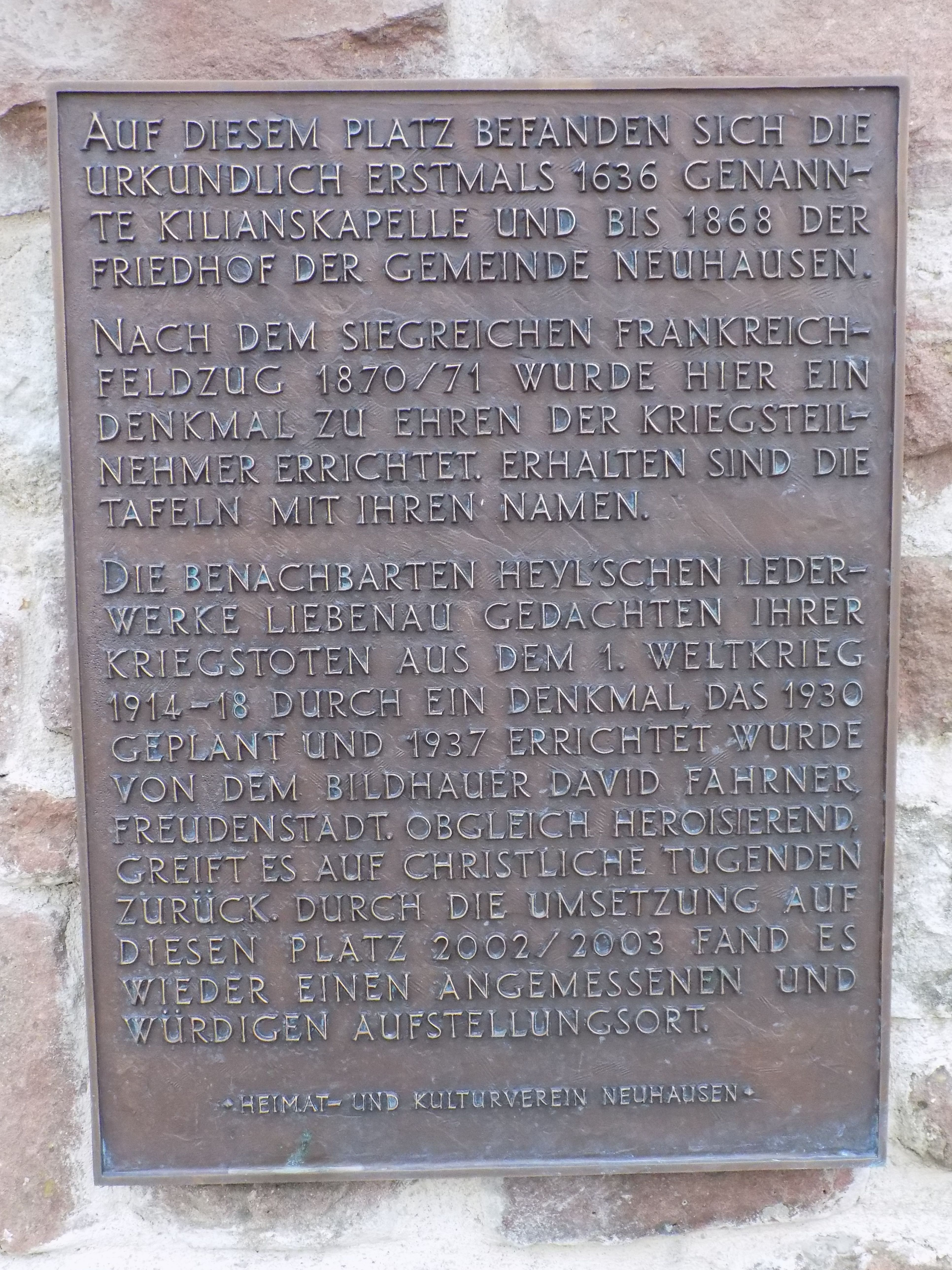
Mauerwerksinschrift

Das Kriegerdenkmal Worms-Neuhausen ist ein Kulturdenkmal im Wormser Stadtteil Neuhausen.
Es befindet sich in Worms an der Ecke Gaustraße/Eckenbertstraße und soll an die im Ersten Weltkrieg gefallenen Mitarbeiter der Heylschen Lederwerke Liebenau erinnern und trägt deren Namen chronologisch sortiert auf der Rückseite des Schildes.
Der Platz, auf dem das Denkmal steht, war bis zum Jahre 1868 der Friedhof der Gemeinde Neuhausen. Davor war dort die im Jahre 1636 erstmals urkundlich erwähnte Kilianskapelle.
Die ersten Planungen zu dem Denkmal begannen im Jahre 1930. Der Bildhauer war David Fahrner aus Freudenstadt. Gegossen wurde die lebensgroße Bronzestatue, die auf einem Steinsockel steht, in einer Gießerei in Geislingen an der Steige.

„IM 12. JAHRE NACH BEENDIGUNG DES GROSSEN KRIEGES ZUR ZEIT DER RHEINLANDRÄUMUNG 1930 ERHIELT DER PLAN ZU DIESEM DENKMAL GESTALT. DAVID FAHRNER, FREUDENSTADT, HAT ES GESCHAFFEN. IN GEISSLINGEN AN DER STEIGE GEGOSSEN, WURDE DAS MAHNMAL AM 2. OKTOBER 1937, DEM 90. GEBURTSTAGE HINDENBURGS, ERRICHTET. DEM ANDENKEN DER GEFALLENEN WERKSANGEHÖRIGEN GEWIDMET VON DER HEYLSCHEN LEDERWERKE LIEBENAU GMBH UNTER DER FÜHRUNG DES FREIHERR LUDWIG CORNELIUS HEYL.“